# Un looong voyage !
 (janvier 2024).
Si vous disposez d'ouvrages ou d'articles de référence ou si vous connaissez des sites web de qualité traitant du thème abordé ici, merci de compléter l'article en donnant les références utiles à sa vérifiabilité et en les liant à la section « Notes et références ».
Un looong voyage ! est le neuvième tome de la série Journal d'un dégonflé. Il a été écrit et illustré par Jeff Kinney. Le livre, sorti le 5 novembre 2014 dans sa version originale, est publié en français le 7 janvier 2016.

## Résumé
Tout le livre se passe durant le courant du mois de juin. Alors que Greg et ses frères regardent paisiblement la télévision, leur mère Susan vient les voir. Elle a une surprise pour eux, ils partent tous en voyage avec leurs parents. Greg fait remarquer qu'une fois, il a cru visiter une tante alors qu'ils se rendaient à Disneyland, ce qui a tellement agacé Manu qu'il a fallu reporter le deuxième voyage. Le trajet en voiture commence assez mal entre Manu qui triche à un jeu, des cassettes qui sont diffusées en espagnol et même une sorte de jouet que Greg avait créé il y a très longtemps mais qui maintenant l'effraie un peu. Afin de ne pas réveiller Manu, Susan envoie Rodrick acheter de quoi manger, mais il revient seulement avec des gauffrettes sucrées et des pastilles à la menthe et ils dînent dans un motel miteux. Le lendemain matin, Rodrick et Greg veulent aller nager, mais l'eau étant coupée, ils reviennent dans leur chambre où Greg essaie de dormir comme il le peut. Les deux frères croisent également le chemin d'une famille que Greg surnomme "La famille velue" et qui va leur poser bien des problèmes.
La famille se rend ensuite dans une foire où Rodrick remporte le concours de la chaussure qui empeste le plus, alors que Manu gagne pour sa part un cochon domestique. Parallèlement, Frank doit recevoir un appel important, mais son client n'est pas censé savoir qu'il est en vacances. Il va donc demander à la famille d'être silencieuse mais Greg est mordu par le cochon. Il doit alors se rendre chez le docteur.
Le lendemain, la famille part pour un parc aquatique. Rodrick et Frank échangent leurs places puisque durant le trajet, Frank doit conduire et passer par un pont, ce qui le terrifie. Greg a aussi une mésaventure avec des goélands qu'il tente de nourrir. Au parc, Greg connaît des problèmes d'abord à cause d'une farce de Rodrick puis à cause d'un enfant qui le gêne dans la queue pour une attraction. En plus de cela, la voiture souffre d'un problème mécanique, son moteur est endommagé. Et Greg découvre que les Velus leur ont volé leurs affaires, puisque le casier familial, 929, est vide.
Après quelques mésaventures, Manu sauve la famille Heffley en parlant Espagnol avec deux hommes qui  les aident. De retour chez eux, les Heffley doivent se commander de nouvelles cartes de crédit. Greg retrouve la clé du casier qui était resté en fait dans son short de plage, et qui porte le numéro 292 et se demande s'il doit dire la vérité à ses parents, faire porter le chapeau à Rodrick, jeter la clé aux sanitaires ou bien impliquer le cochon dans l'histoire.